# Aktion fair spielt
Die Aktion fair spielt ist ein Zusammenschluss verschiedener nichtstaatlicher Organisationen, die für verbesserte Arbeitsbedingungen in der Produktion von Spielzeug eintritt und ein unabhängiges System von Kontrollen zur Einhaltung grundlegender Arbeitsstandards und der Menschenrechte befördert. Sie wird getragen von Misereor, der Katholischen Arbeitnehmer-Bewegung Deutschlands, der Katholischen Frauengemeinschaft Deutschlands, dem Nürnberger Bündnis Fair Toys und der Werkstatt Ökonomie und arbeitet mit Partnern in Asien und Europa zusammen. Schwerpunkt ist dabei die Volksrepublik China, wo etwa drei Viertel des auf dem Weltmarkt gehandelten Spielzeugs hergestellt werden.
Die Aktion fair spielt fordert Spielzeughersteller und Handel auf, ihre Verantwortung für die Arbeitsbedingungen bei ihren Lieferanten wahrzunehmen und als ersten Schritt den Verhaltenskodex des Weltverbandes der Spielwarenindustrie ICTI glaubwürdig und transparent umzusetzen. In einer Firmenliste informiert sie Verbraucher darüber, welche Unternehmen dieser Forderung nachkommen und welche nicht.
Außerdem setzt sich die Aktion fair spielt gegenüber der ICTI CARE Foundation dafür ein, dass der ICTI-Kodex in den Fabriken wirksam, glaubwürdig und transparent umgesetzt wird. Dazu gehört auch, dass die Arbeiter an seiner Umsetzung und an der Kontrolle in den Fabriken beteiligt werden. Der Weltverband der Spielzeugindustrie muss nach Meinung der Aktion fair spielt außerdem darüber berichten, welche Markenfirmen den Kodex umsetzen, damit die Verbraucher die Möglichkeit haben, das in ihren Kaufentscheidungsprozessen zu berücksichtigen.
Zentrale Probleme in den chinesischen Spielzeugfabriken sind vor allem die extrem langen Arbeitszeiten, der geringe Lohn, der meist nicht dem staatlichen Mindestlohn entspricht und häufig verspätet ausgezahlt wird, erzwungene und in der Regel nicht entsprechend vergütete Überstunden, der unzureichende Arbeitsschutz, verbunden mit zahlreichen Gesundheitsrisiken, menschenunwürdige Fabrikwohnheime für die Wanderarbeiter und fehlender Mutterschutz.
Die Aktion fair spielt weist aber auch darauf hin, dass Markenfirmen und Handel oftmals ihrerseits durch massiven Termin- und Preisdruck gegenüber ihren Lieferanten die Einhaltung angemessener Arbeitszeiten und die Zahlung ordentlicher Löhne erschweren. Ohne faire Einkaufspraktiken sei es nicht möglich, menschenwürdige Arbeitsbedingungen bei Lieferanten zu schaffen.